# Coelogyne integra
Coelogyne integra är en orkidéart som beskrevs av Rudolf Schlechter.
Coelogyne integra ingår i släktet Coelogyne och familjen orkidéer. Artens utbredningsområde är Sumatra. Inga underarter finns listade i Catalogue of Life.